# Mari (Síria)
Mari (atualmente Tel Hariri), foi uma antiga cidade-estado semítica da Síria e um dos sítios arqueológicos mais importantes na Mesopotâmia. Suas ruínas constituem um tel (colina artificial) situada a 11 quilômetros a noroeste de Abu Camal na margem ocidental do rio Eufrates, aproximadamente 120 km a sudeste de Deir Zor e cerca de 30 km da fronteira com o Iraque. Floresceu como um centro de comércio e Estado hegemônico entre 2 900 e 1 759 a.C.[a] Como uma cidade propositalmente construída, a existência de Mari esteve vinculada à sua posição sobre as rotas comerciais do médio Eufrates; esta posição fê-la um posto intermediário entre a Suméria no sul e o Levante no oeste.
Mari foi abandonada pela primeira vez em meados do século XVI a.C., mas foi reconstruída e tornar-se-ia capital dum Estado semítico oriental hegemônico antes de 2 500 a.C. Esta segunda Mari envolveu-se numa longa guerra com sua rival Ebla, e é conhecida por sua forte afinidade com a cultura suméria. Foi destruída no século XVIII a.C. pelos acadianos que permitiram que fosse reconstruída e nomearam um governador militar portando o título de xacanacu (shakkanakku). Os governadores mais tarde tornar-se-iam independentes com a rápida desintegração do Império Acádio e reconstruída a cidade como centro regional no vale do médio Eufrates. Os xacanacus governaram Mari até a segunda metade do século XIX a.C., quando a dinastia colapsou por razões desconhecidas. Pouco tempo após o colapso dos xacanacus, Mari tornou-se capital da dinastia Lim dos amoritas. A Mari amorita foi de curta duração, pois seria anexada pela Babilônia c. 1 761 a.C. Ela sobreviveu como um pequeno assentamento sob o governo de babilônios e assírios antes de ser abandonada e esquecida durante período helenístico.
Os mariotas cultuavam divindades semíticas e sumérias e estabeleceram sua cidade como centro de comércio. Contudo, embora os períodos pré-amoritas foram caracterizados pela pesada influência cultura suméria, Mari não era uma cidade de imigrantes sumérios, mas uma nação falante do semítico que utilizou um dialeto similar ao eblaíta. Os amoritas eram semitas ocidentais que começaram a se estabelecer na área antes do século XXI a.C.; pelo tempo da dinastia Lim (c. 1 830 a.C.), eles começaram a dominar a população no Crescente Fértil.
A descoberta de Mari em 1933 forneceu um importante luz sobre o mapa geopolítico das antigas Mesopotâmia e Síria devido à descoberta de mais de 25 000 tabletes que contêm importante informação sobre a administração do Estado durante o segundo milênio a.C. e a natureza das relações diplomáticas entre as entidades políticas na região. Eles também revelaram as amplas redes de comércio do século XVIII a.C., que conectavam áreas como o longínquo Afeganistão no sul da Ásia e Creta no Mediterrâneo.

## História

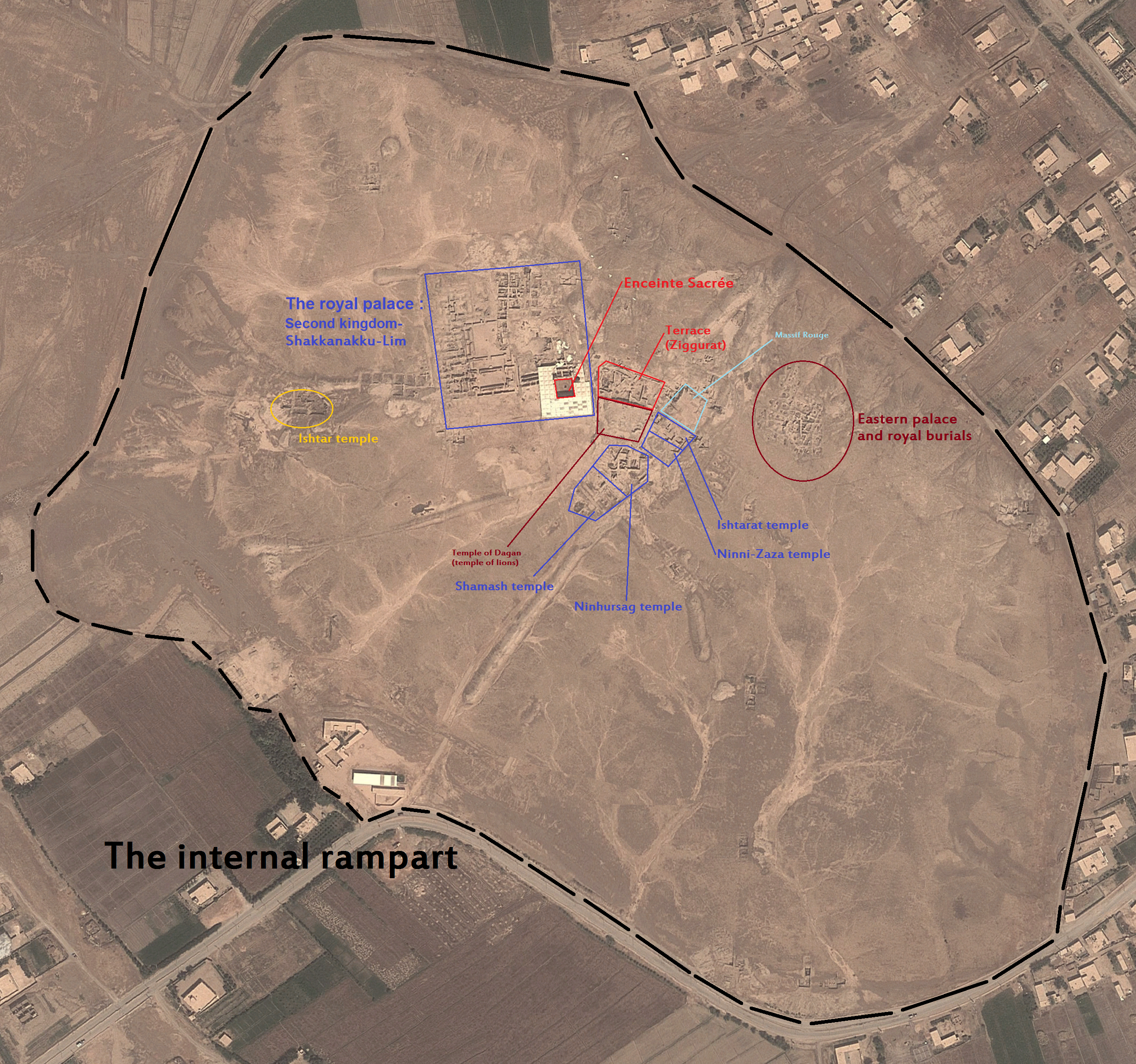
Pontos de referência em Mari

O nome da cidade pode ser associado a Mer, uma antiga divindade dos trovões do norte da Mesopotâmia e Síria que foi considerada patrona da cidade. Georges Dossin notou que o nome da cidade foi escrito do mesmo modo que o deus do trovão e concluiu que Mari foi nomeada em sua homenagem.

### Primeiro reino
Mari não é considerada um pequeno assentamento que mais tarde cresceria, mas sim uma pequena cidade propositalmente fundada durante o Período Dinástico Precoce I ca. 2 900 a.C. para controlar as rotas comerciais do Eufrates que conectavam o Levante no norte com a Suméria no sul. Foi construída cerca de 1 a 2 quilômetros de distância do Eufrates para protegê-la de enchentes, e esteve conectada ao rio por um canal artificial que media entre 7 e 10 quilômetros de comprimento dependendo de qual meandro antigo fosse utilizado para a conexão, o que é difícil de identificar atualmente. A cidade foi abandonada no fim do Período Dinástico Precoce II (ca. 2 550 a.C.) por razões desconhecidas.
Esta cidade é difícil de ser escavada, uma vez que está enterrada fundo abaixo das camadas de habitação posteriores. Um sistema defensivo contra enchentes, composto de um aterro foi desenterrado, em conjunto com um baluarte circular interno de 6,7 metros de espessura para protegê-la de inimigos. Uma área de 300 metros de comprimento foi preenchida com jardins e bairros de artesãos separou o aterro externo do baluarte interno que tinha uma altura de 8 a 10 metros, e foi fortalecido por torres defensivas. Outros achados incluem um dos portões da cidade, uma rua que iniciou no centro e terminou no portão e edifícios residenciais. Mari possuía uma colina central, contudo nenhum templo ou palácios foram desenterrados, embora um grande edifício que parece ter sido um centro administrativo foi descoberto; este edifício tinha fundações de pedra e dimensões de 32 metros por 25 metros, com salas de 12 metros de largura e 6 metros de comprimento.

### Segundo reino
Por volta do começo do Período Dinástico Precoce III (antes de 2 500 a.C.) Mari foi reconstruída e povoada. A nova cidade manteve boa parte dos padrões exteriores da primeira cidade, incluindo o portão e baluarte internos. Também manteve o aterro circular exterior medindo 1,9 quilômetros de diâmetro, que foi encimado por uma muralha de dois metros de espessura, adequada para a proteção de arqueiros. Contudo, a estrutura interna foi completamente alterada, com a cidade sendo cuidadosamente planejada; a primeira coisa a ser construída foram as ruas que declinaram do centro elevado em direção aos portões, assegurando a drenagem da água da chuva.
No coração da cidade, um palácio real, que também serviria como templo, foi edificado. Quatro níveis arquitetônico sucessivos do palácio do segundo reino foram desenterrados (o mais velho é designado P3, enquanto o último é P0), e os últimos dois níveis são datados do período acadiano. Os primeiros dois níveis foram escavados, e os achados incluem um templo chamado "Recinto Sagrado" (em francês: Enceinte Sacrée), que era o maior da cidade, porém é desconhecido a quem foi dedicado. Também foi escavado uma sala do trono com pilares e um salão que continha três pilares duplos de madeira que levam ao templo.
Seis outros templos foram descobertos na cidade, incluindo o templo chamado de "Maciço Vermelho" (em francês: Massif Rouge), a quem sua dedicação é desconhecida, e templos dedicados a Nini-Zaza, Istarate, Istar, Ninursague e Samas. Todos os templos estavam localizados no centro da cidade, exceto o Templo de Istar, e a área entre o Recinto Sagrado e o Maciço Vermelho é considerada como centro administrativo do sumo sacerdote.
O segundo reino parece ter sido um poderoso e próspero centro político. Seus reis utilizavam o título de lugal. Muitos são atestados na cidade, mas a mais importante fonte é a carta do rei Enadagã de c. 2 350 a.C.,[b] que foi enviada a Ircabe-Damu de Ebla[c] e nela o rei mariota menciona seus predecessores e suas realizações militares. Outrossim, a leitura desta carta é ainda problemática e muitas interpretações foram apresentadas pelos estudiosos.

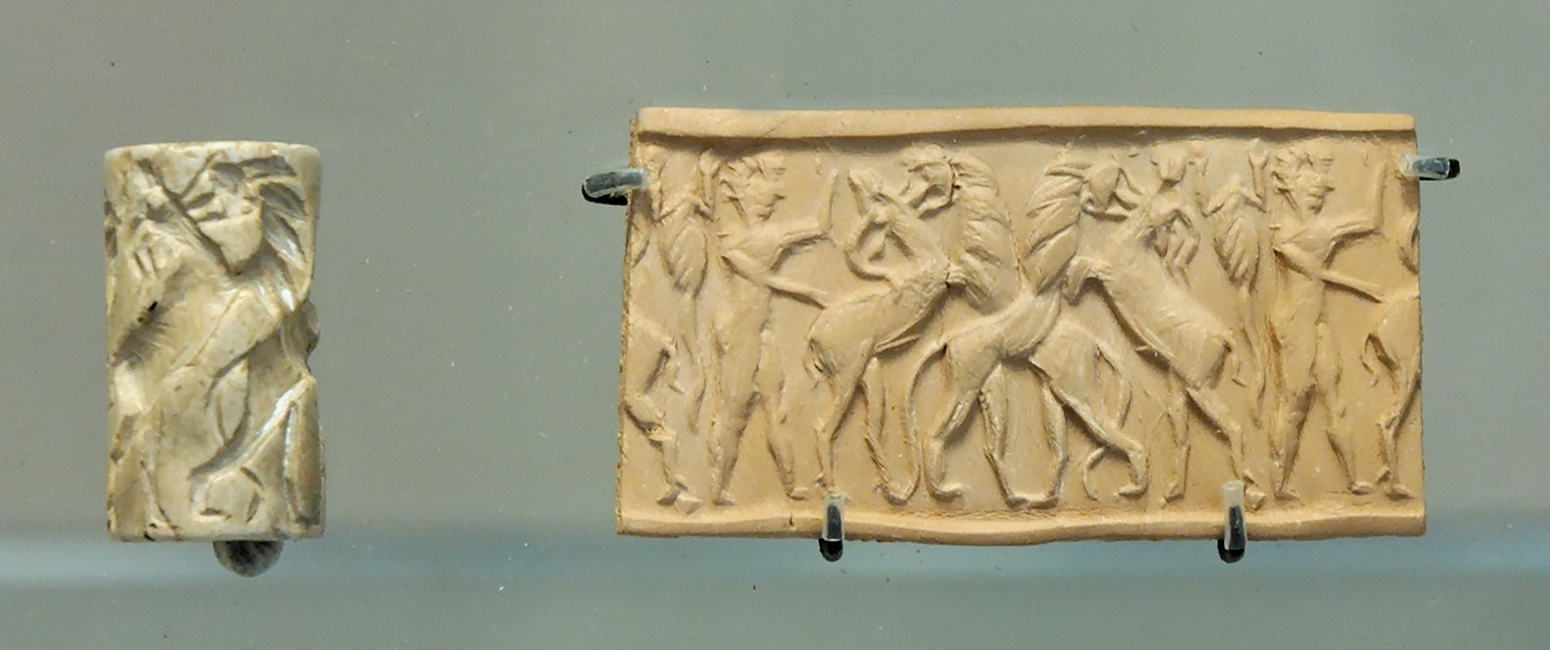
Selo cilíndrico do Segundo Reino Mariota retratando uma batalha entre heróis e animais

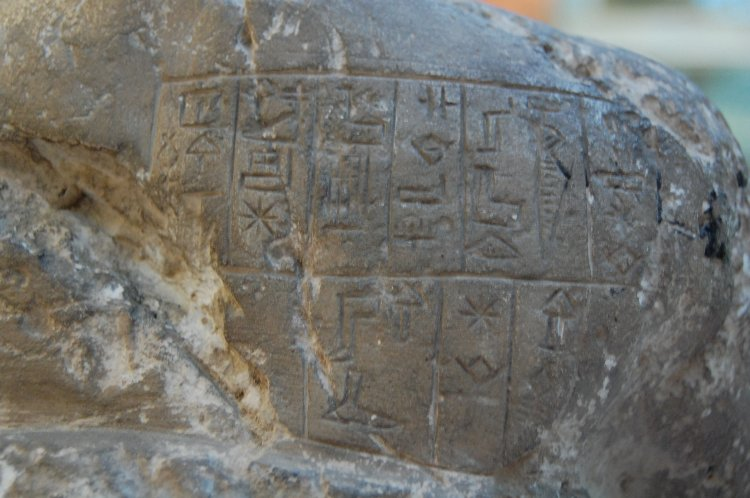
Inscrição do rei Icunsamas

#### Guerra eblaíta-mariota
O rei mais antigo atestado na carta de Enadagã é Ansude, que é mencionado atacando Ebla, o tradicional rival de Mari com quem teve uma longa guerra, e conquistou muitas das cidades de Ebla, incluindo a terra de Belã (atualmente localizada a 26 quilômetros de Raca). O próximo rei mencionado na carta é Sa'umu, que conquistou as terras de Ra'aque e Nirum (situadas no Eufrates médio próximo de Sueiate), mas Mari foi derrotada pelo rei Cundamu de Ebla em meados do século XXV a.C.. A guerra continuou com Istupe-Isar, que conquistou Emar durante um período de debilidade de Ebla em meados do século XXIV a.C. O rei Igris-Halam teve que pagar tributo a Iblul-Il de Mari, que é mencionado na carta conquistando muitas das cidades de Ebla e realizando campanha na região de Burmã.
Enadagã também recebeu tributo, e seu reinado coincidiu inteiramente com o reinado de Ircabe-Damu de Ebla, que conseguiu derrotar Mari e deixar de pagar tributo. Mari derrotou Nagar, um aliado de Ebla, no sétimo ano do mandato do vizir eblaíta Ibrium, causando o bloqueio das rotas comerciais entre Ebla e o sul da Mesopotâmia via a al-Jazira (Mesopotâmia Superior). A guerra alcançou seu clímax quando o vizir eblaíta Ibi-Sipis fez uma aliança com Nagar e Quis para derrotar Mari numa batalha próximo de Terca cerca de 2 300 a.C., durante o reinado do rei mariota Hidar.
Segundo Alfonso Archi, Hidar foi sucedido por Isqui-Mari, cujo selo real foi descoberto e descreve cenas de batalha, levando Archi a sugerir que foi responsável pela destruição de Ebla enquanto ainda era general. Uma década após a destruição de Ebla (c. 2 300 a.C. pela cronologia média), Mari foi destruída e incendiada por Sargão da Acádia; Michael Astour, segundo a cronologia curta, fornece a data de 2 265 a.C.

### Terceiro reino
Mari permaneceu deserta por duas gerações antes de ser restaurada pelos rei acadiano Manistusu. Um governador militar com o título de "xacanacu" (shakkanakku) foi nomeado para comandar a cidade. A Acádia deteve controle direto sobre a cidade, o que é evidente pela nomeação de Narã-Sim de duas de suas filhas para ofícios sacerdotais na cidade.

#### Dinastia xacanacu

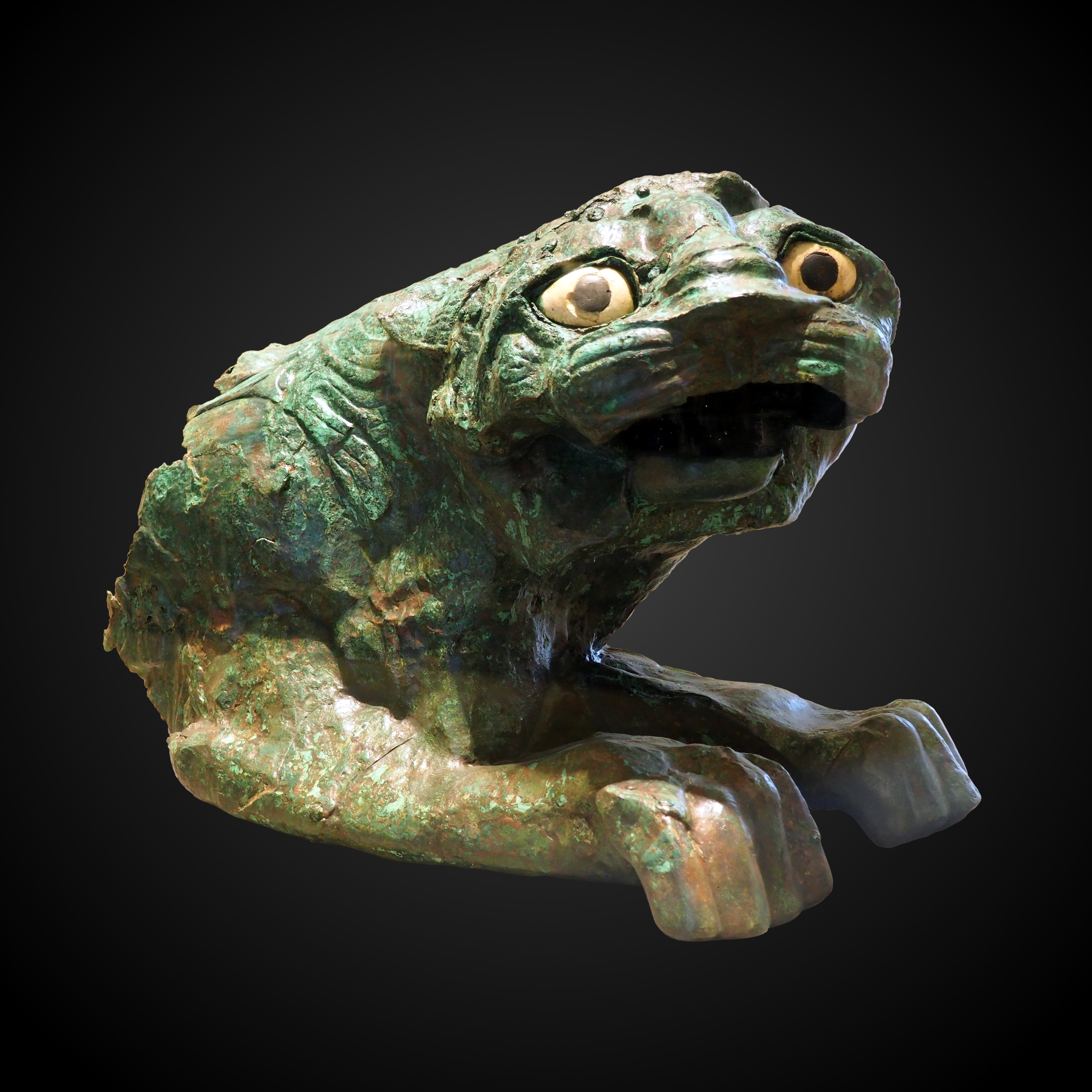
Leão de Mari (século XXII a.C.)

O primeiro membro da dinastia xacanacu nas listas reais é Ididis que foi nomeado em c. 2 266 a.C.[d] Ele governou por 60 anos e foi sucedido por seu filho, o que tornou a posição hereditária.
A terceira Mari sucedeu em termos gerais a estrutura segunda cidade, com a fase P0 do antigo palácio sendo substituída pelo novo palácio de xacanacu. Outro palácio menor foi construído na porção oriental da cidade, e continha sepultamentos reais que datam de períodos anteriores. Os baluartes foram reconstruídos e fortificados enquanto o aterro tornar-se-ia uma muralha defensiva que alcançou 10 metros de largura. O antigo recinto sagrado foi mantido, assim como o Templo de Ninursague. Contudo, o Templo de Nina-Zaza e Istarate desapareceram, enquanto um novo templo chamado "Templo dos Leões" (dedicado a Dagom), foi construído pelo xacanacu Istupe-Ilum e anexado a ele estava um terraço sacrificial retangular (zigurate) que mediu 40 por 20 metros.
A Acádia se desintegrou após o reinado de Sarcalisarri, e Mari ganhou sua independência, com o uso do título xacanacu continuou durante o subsequente período da Terceira Dinastia de Ur. Uma princesa de Mari casou com o filho do rei Ur-Namu de Ur, e Mari estava nominalmente sob hegemonia de Ur. Todavia, a vassalagem não impediu a independência de Mari, e alguns xacanacus utilizaram o título real lugal em suas inscrições votivas, enquanto utilizaram o título de xacanacu em sua correspondência com a corte de Ur. A dinastia terminou por razões desconhecidas não muito antes do estabelecimento da dinastia seguinte, o que ocorreu na segunda metade do século XIX a.C..

#### Dinastia Lim
O segundo milênio a.C. no Crescente Fértil foi caracterizado pela expansão dos amoritas, que culminou com a dominação e governo deles de boa parte da região, incluindo Mari que em c. 1 830 a.C., tornar-se-ia sede da dinastia Lim dos amoritas sob o rei Iaguide-Lim. Todavia, as evidências epigráficas e arqueológicas mostraram um elevado grau de continuidade entre os períodos xacanacu e amorita, o que enfraqueceu a teoria anterior de que houve um abandono de Mari durante o período transicional.
Iaguide-Lim foi o governante de Suprum (12 quilômetros rio acima de Mari, talvez identificável com a moderna Tel Abu Haçane ). Ainda há duvidas entre os estudiosos se ele se estabeleceu com sua família em Mari, porém tradicionalmente se admite que foi o primeiro rei de sua dinastia. Iaguide-Lim entrou em aliança com Ilacabecabu de Ecalatum, mas as relações entre eles deteriorou até a eclosão duma guerra aberta que foi concluída com a captura de Iadum-Lim, o herdeiro de Iaguide-Lim. Segundo um tablete encontrada em Mari, conquanto de credibilidade duvidosa por ter sido escrito por Iasma-Adade, neto de Ila-cabcabu, Iaguide-Lim foi assassinado por seus servos.
Em c. 1 820 a.C., Iadum-Lim estava firmemente estabelecido como rei em Mari, sendo plausível supor que a transição da família Lim de Suprum para lá tenha sido trabalho dele após a guerra com Ila-cabcabu. Iadum-Lim começou seu reinado subjugando sete líderes tribais rebeldes e reconstruiu as muralhas de Mari e Terca para além de ter construído um novo forte que foi nomeado Dur-Iadum-Lim. Daí expandiu-se para oeste e alegou ter alcançado o Mediterrâneo, mas mais tarde teve que enfrentar uma rebelião dos nômades Banu Iamina que estavam centrados em Tutul e eram apoiados por Sumuepu, rei de Iamade, cujos interesses foram ameaçados pela recém-estabelecida aliança entre Iadum-Lim e Esnuna.
Iadum-Lim derrotou os Iamina, mas uma guerra aberta com Iamade foi evitada, com o rei mariota ocupando-se com sua rivalidade com Sansiadade I do Império Assírio Antigo, filho de Ila-cabcabu. A guerra terminou numa derrota para Mari, e Iadum-Lim foi assassinado em cerca de 1 798 a.C. por seu possível filho Sumu-Iamã, que também seria assassinado dois anos após ascender ao trono enquanto Sansiadade avançou e anexou Mari.

#### Período assírio e restauração Lim

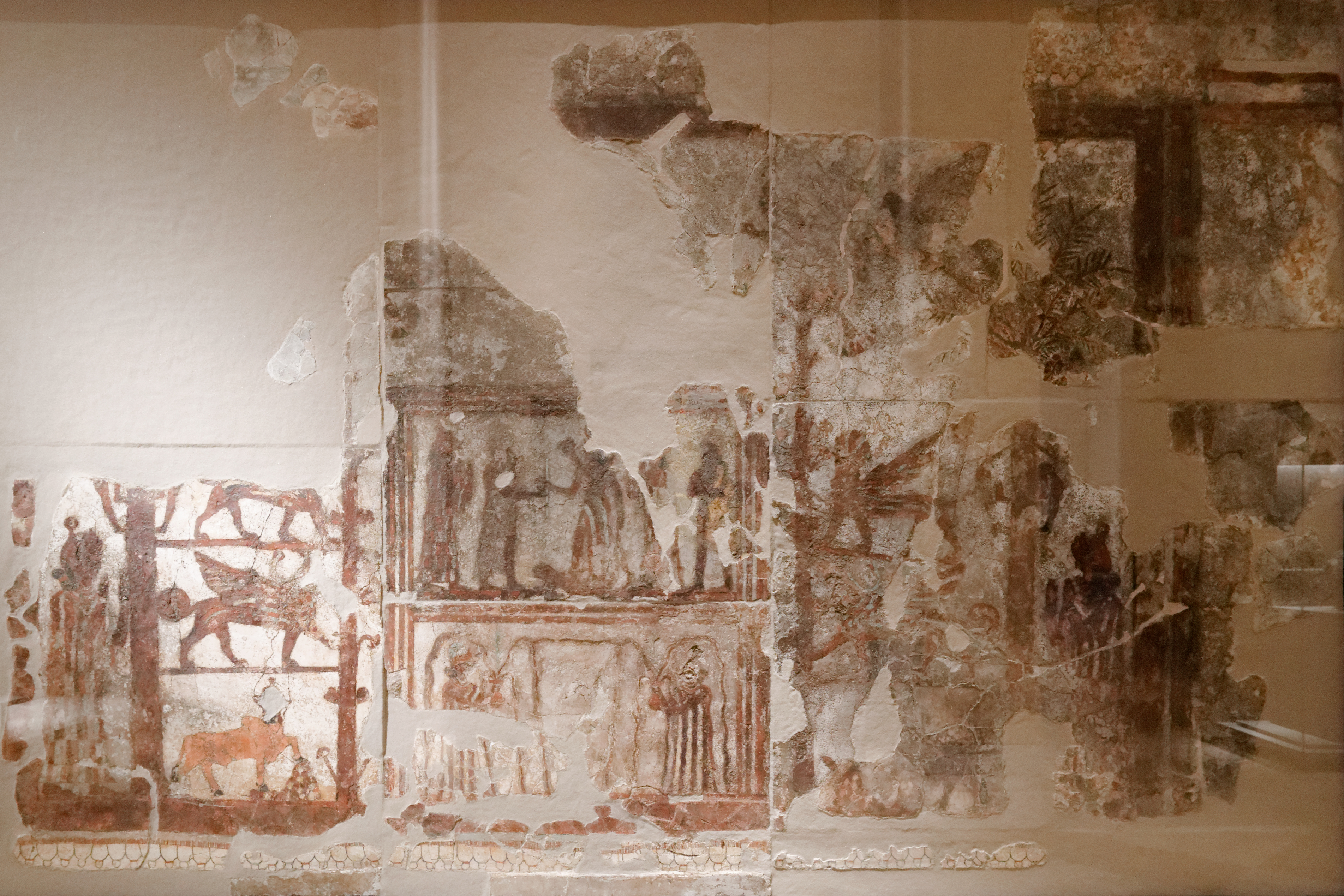
Investidura de Zinrilim (século XVIII a.C.)

Sansiadade nomeou seu filho Iasma-Adade ao trono de Mari, o novo rei casou-se com a filha de Iadum-Lim, enquanto o resto da família Lim tomou refúgio em Iamade, e a anexação foi oficialmente justificada pelo que Sansiadade considerou os atos pecaminosos do lado da família Lim. Para fortalecer sua posição contra seu novo inimigo Iamade, Sansiadade casou Iasma-Adade com Beltum, filha de Isiadade de Catna. Contudo, Iasma-Adade ignorou sua esposa, causando uma crise com Catna. Ele mostrou-se um líder incapaz para lidar com a situação, o que provocou a ira de seu pai, que faleceu em c. 1 776 a.C., enquanto os exércitos de Iarinlim I estavam avançando em apoio de Zinrilim, o herdeiro da dinastia Lim.[e]
A medida que Zinrilim avançava, um líder dos Banu-Simaal (a tribo de Zinrilim) derrubou Iasma-Adade, abrindo-lhe caminho. Zinrilim chegou alguns meses após a fuga de Iasma-Adade, e casou-se pouco tempo após sua entronização em 1 776 a.C. com a princesa Sibetu, filha de Iarinlim I. A ascensão ao trono de Zinrilim com a ajuda de Iarinlim I afetou o estatuto de Mari, com Zinrilim referindo-se a Iarinlim como seu pai e o rei iamadita sendo capaz de ordenar a Mari que mediasse entre a principal divindade de Iamade, Hadade, e Zinrilim, que declarou-se servo de Hadade.

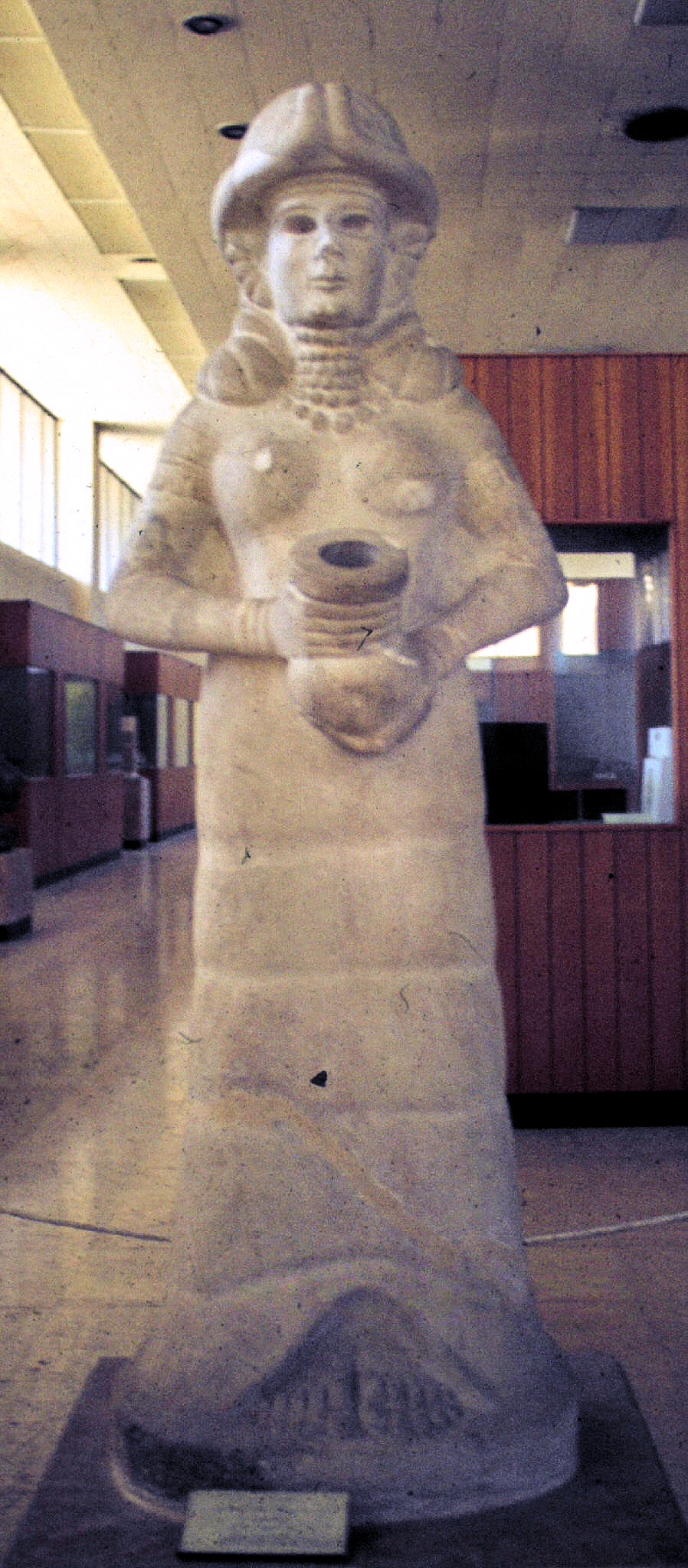
Deusa dos vasos (século XVIII a.C.)

Zinrilim começou seu reinado realizando campanha contra os Banu Iamina, estabelecendo alianças com Esnuna e o rei da Babilônia Hamurabi, e enviando seus exércitos em ajuda dos babilônios. O novo rei dirigiu sua política expansionista em direção ao norte, na região do Cabur Superior, que era chamada Izdamaraz, onde subjugou os pequenos reinos locais de Urqués e Talhaium, forçando-os a vassalagem. A expansão encontrou resistência de Carnilim, o rei de Andarigue, a quem Zinrilim derrotou, assegurando o controle mariota sobre a região em c. 1 771 a.C., e o reino prosperou como centro comercial e entrou num período de paz relativa. A maior herança de Zinrilim foi a renovação do palácio real, que foi consideravelmente expandido para abrigar 275 salas, artefatos requintados como a estátua da Deusa do Vaso, e um arquivo real que continha 20 000-25 000 tabletes.
A aliança de Mari com Esnuna contribuiu para sua destruição, pois Esnuna mais tarde tornar-se-ia inimiga de Hamurabi. As relações com a Babilônia pioraram com uma disputa sobre a cidade de Hite que consumiu muito tempo em negociações, bem como uma guerra contra o Elão decorrida em c. 1 765 a.C. e que envolveu ambos os reinos. Finalmente, o reino foi invadido por Hamurabi que derrotou Zinrilim em batalha em c. 1 761 a.C. e encerrou a dinastia Lim, enquanto Terca tornou-se capital dum Estado menor chamado Reino de Hana.

### Períodos posteriores
Mari sobreviveu à destruição e rebelou-se contra a Babilônia em c. 1 759 a.C., o que levou Hamurabi a destruir a cidade inteira. Apesar disso, Mari recebeu permissão de continuar existindo como uma pequena vila sob administração babilônica, um ato considerado misericordioso por Hamurabi. Mais tarde, Mari tornar-se-ia parte da Assíria e foi listada entre os territórios conquistados pelo rei assírio Tuculti-Ninurta I (r. 1243–1207 a.C.). Mais tarde, Mari mudou constantemente de mãos entre a Assíria e Babilônia. Em meados do século XI a.C., Mari tornou-se parte de Hana cujo rei Tuculti-Mer tomou o título rei de Mari e rebelou-se contra a Assíria, o que incitou um ataque à cidade do rei assírio Assurbelcala.

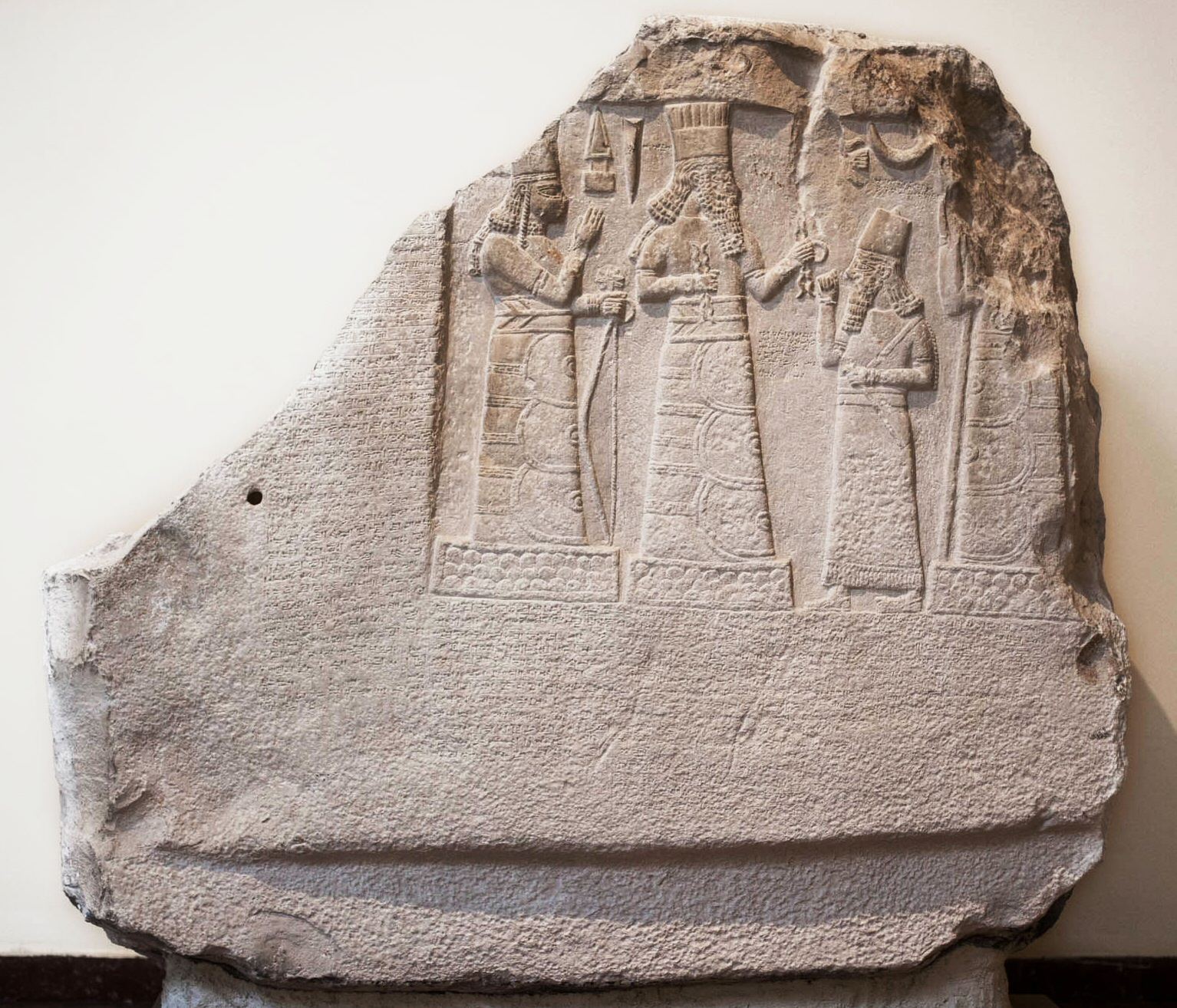

Mari permaneceu firmemente sob autoridade do Império Neoassírio, e foi concedida na primeira metade do século VIII a.C. pelo rei Adadenirari III ao governador Nergaleres. Em c. 760 a.C., Samasrisausur, um governador autônomo que governou porções do curso médio do Eufrates sob a autoridade nominal de Assurdã III, declarou-se governador das terras de Sui e Mari, tal como seu filho Ninurtacudurriusur II.
Por esta época, Mari relatadamente fazia parte da chamada Terra de Laque (território que incluía a confluência dos rios Cabur e Eufrates), o que suscita dúvidas quanto a real possibilidade da família Usur tê-la controlado, e os historiadores sugerem que o título foi empregado puramente por razões históricas. A cidade continuou a existir como um pequeno assentamento nos subsequentes períodos neobabilônico, aquemênida e período helenístico. Após o último, Mari desapareceu totalmente dos registros históricos.

## Povo, língua e governo

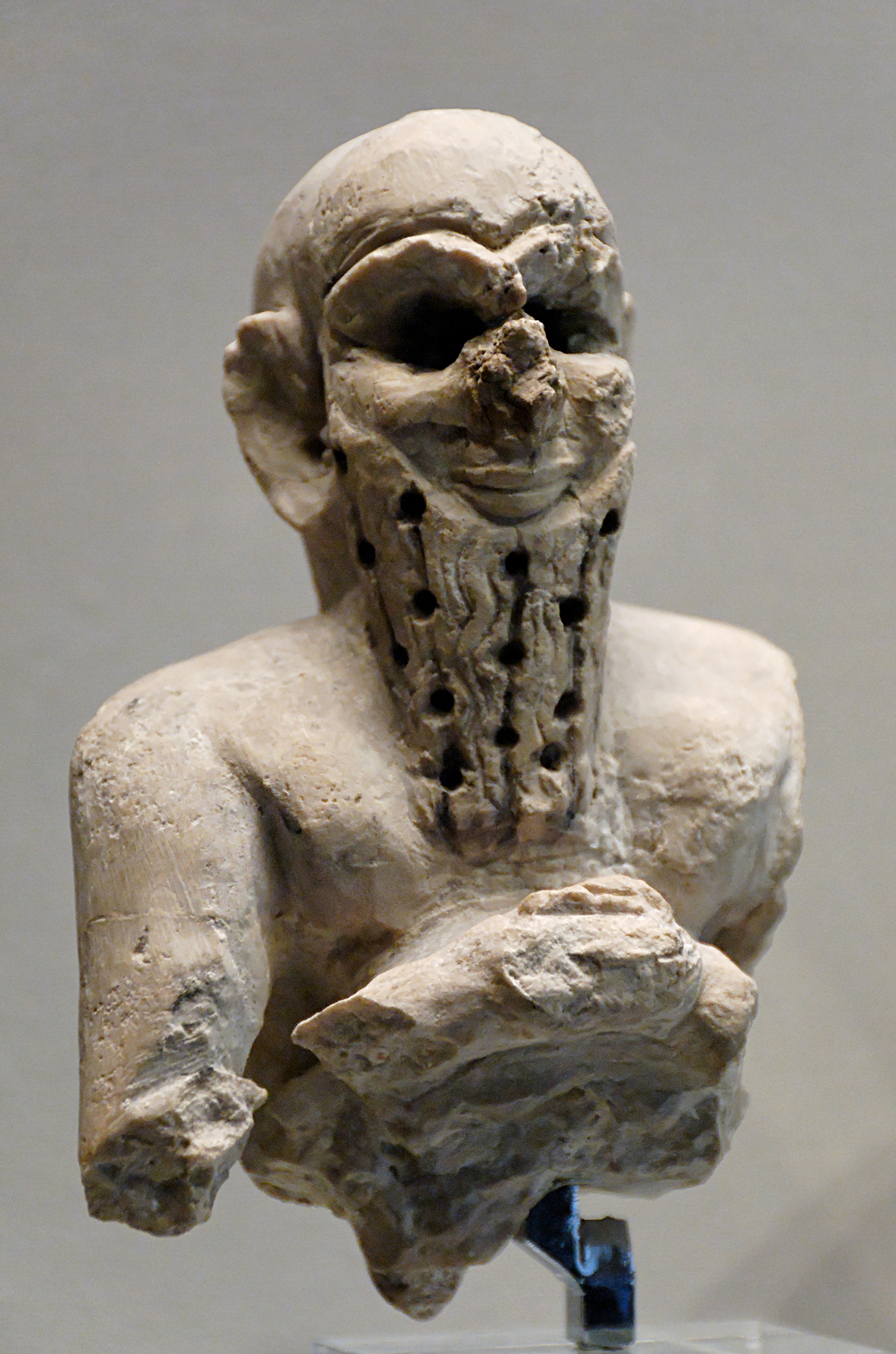
Busto dum mariota do segundo reino (século XXV a.C.)

Os fundadores da primeira cidade podem ter sido sumérios ou mais provavelmente povos falantes do semítico oriental de Terca no norte. I. J. Gelb relaciona a fundação de Mari com a Civilização de Quis, que era uma entidade cultura de populações falantes do semítico oriental que estendeu-se do centro da Mesopotâmia à Ebla no Levante Ocidental.
Em seu auge, a segunda cidade abrigou aproximados 40 000 indivíduos. Esta população era semítica oriental e utilizou um dialeto muito similar ao dialeto eblaíta, enquanto o período xacanacu teve uma população semítica oriental falante de acadiano. Nomes semíticos ocidentais começaram a ser notados em Mari desde o segundo reino, e desde meados da Idade do Bronze as tribos semíticas ocidentais dos amoritas tornaram-se a maioria dos grupos pastoris dos vales do médio Eufrates e Cabur. Nomes amoritas começaram a ser observados na cidade próximo ao fim do período xacanacu, mesmo entre os membros da dinastia reinante.
Durante a era Lim, a população era predominantemente amorita, mas também incluía indivíduos com nomes acadianos,[f] e embora a língua amorita tornar-se-ia dominante, o acadiano permaneceu a língua escrita. Os pastoris amoritas em Mari foram chamados haneanos, um termo que indica nômades em geral, e eles foram divididos em Banu Iamina (filhos da direita) e Banu Simaal (filhos da esquerda), com a casa reinante pertencendo ao ramo Banu Simaal. O reino também abrigou as tribos dos suteanos que viveram no distrito de Terca.
Mari foi uma monarquia absoluta, com o rei controlando todo a administração, porém sob auxílio de escribas que desempenharam o papel de administradores. Durante o período Lim, Mari foi dividida em quatro províncias em complementariedade à capital, e as sedes provinciais estavam localizadas em Terca, Sagaratum, Catunã e Tutul. Cada província tinha sua própria burocracia, com o governo suprindo os aldeões com arados e equipamentos agrícolas em troca de uma parcela da colheita.

### Reis de Mari

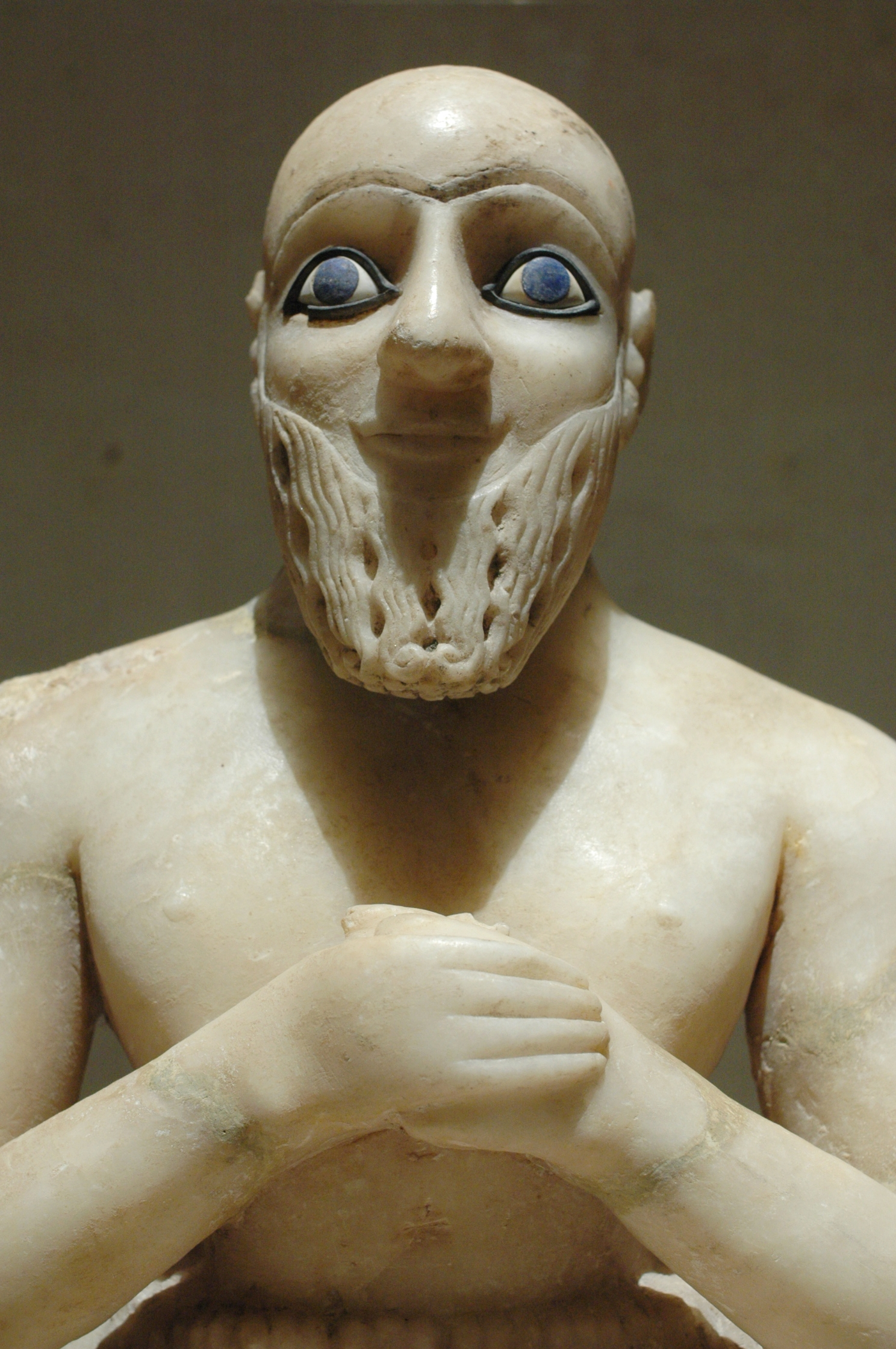
Estátua de Ebih-Il

A Lista Real Suméria registra uma dinastia de seis reis de Mari gozando de hegemonia entre as dinastia de Adabe e Quis. Os nomes dos reis mariotas foram danificados nas cópias mais antigas da lista, e estes reis foram correlacionados com os reis históricos que pertenceram à segunda cidade. Contudo, uma cópia não danificada da lista que data do período babilônico antigo foi descoberta em Subate-Enlil, e os nomes não possuem nenhuma semelhança com os monarcas historicamente atestados da segunda cidade, indicando que os compiladores da lista tinham uma dinastia mais velho e provavelmente lendária em mente, que predatou a segunda Mari.
A ordem cronológica dos reis do segundo reino é incerta; no entanto, se assume que a carta de Enadagã lista-os cronologicamente. Muitos dos reis foram atestados através de seus objetos votivos descobertos na cidade, e as datas são amplamente especulativas.
Para os xacanacus, as listas estão incompletas e após Hanundagã que governou no fim do período Ur em c. 2 008 a.C. (c. 1 920 a.C. pela cronologia curta), eles estão cheias de lacunas. Prováveis 13 xacanacus sucederam Hanundagã, mas apenas alguns são conhecidos, com o último conhecido reinando não muito antes do reinado de Iaguide-Lim que fundou a dinastia Lim em c. 1 830 a.C.
| Reis da Lista Real Suméria                                   |                     | |
| Ambu                                                         | 30 anos             | Esse nome é também lido Ilsu. |
| Amba                                                         | 17 anos             | Seu epíteto foi dado na lista como "o filho de Anbu".                                                                            |
| Bazi                                                         | 30 anos             | Seu epíteto foi dado na lista como "o coureiro" na lista.                                                                        |
| Zizi                                                         | 20 anos             | Seu epíteto foi dado na lista como "o Pisoteador".                                                                               |
| Limer                                                        | 30 anos             | Seu epíteto foi dado na lista como "o sacerdote gudugue".[g]                                                                     |
| Sarrumiter                                                   | 9 anos              | |

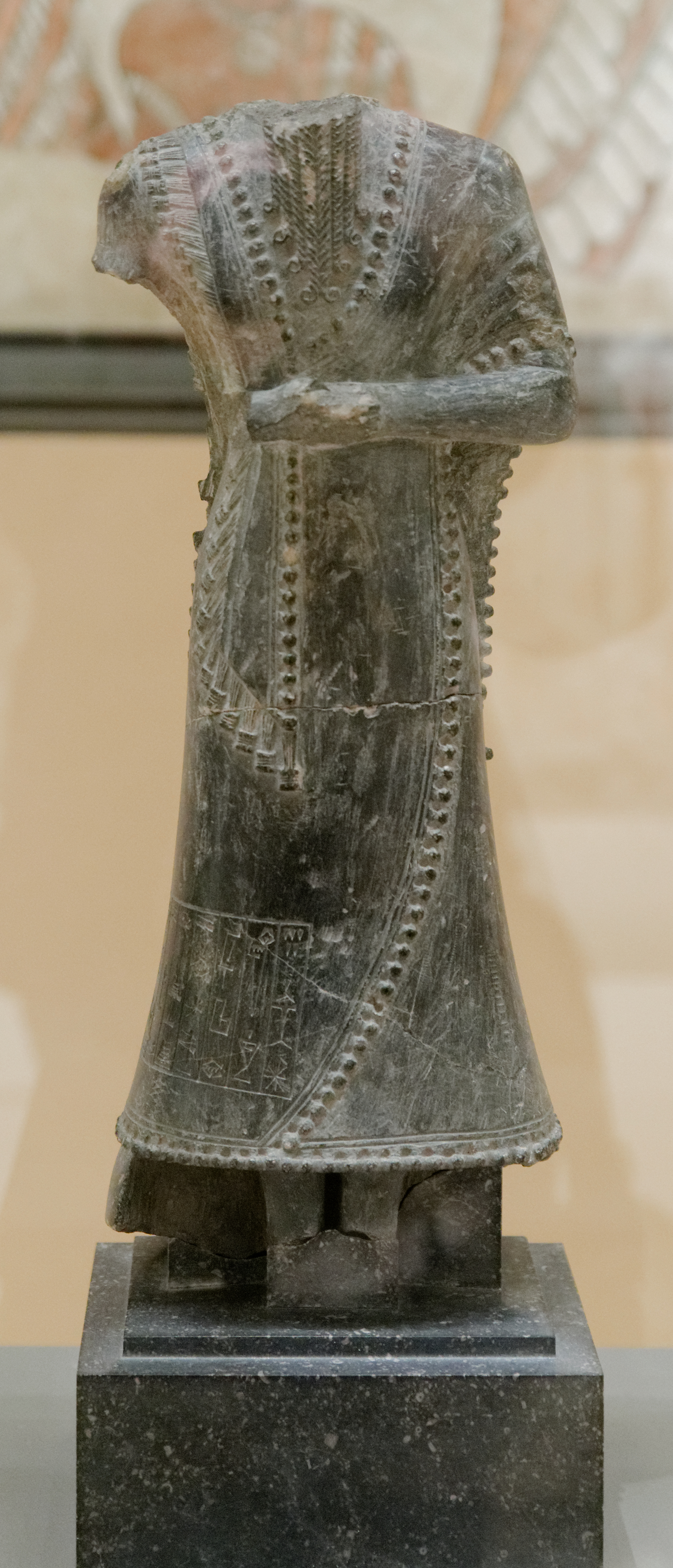
Estátua de Idi-Ilum

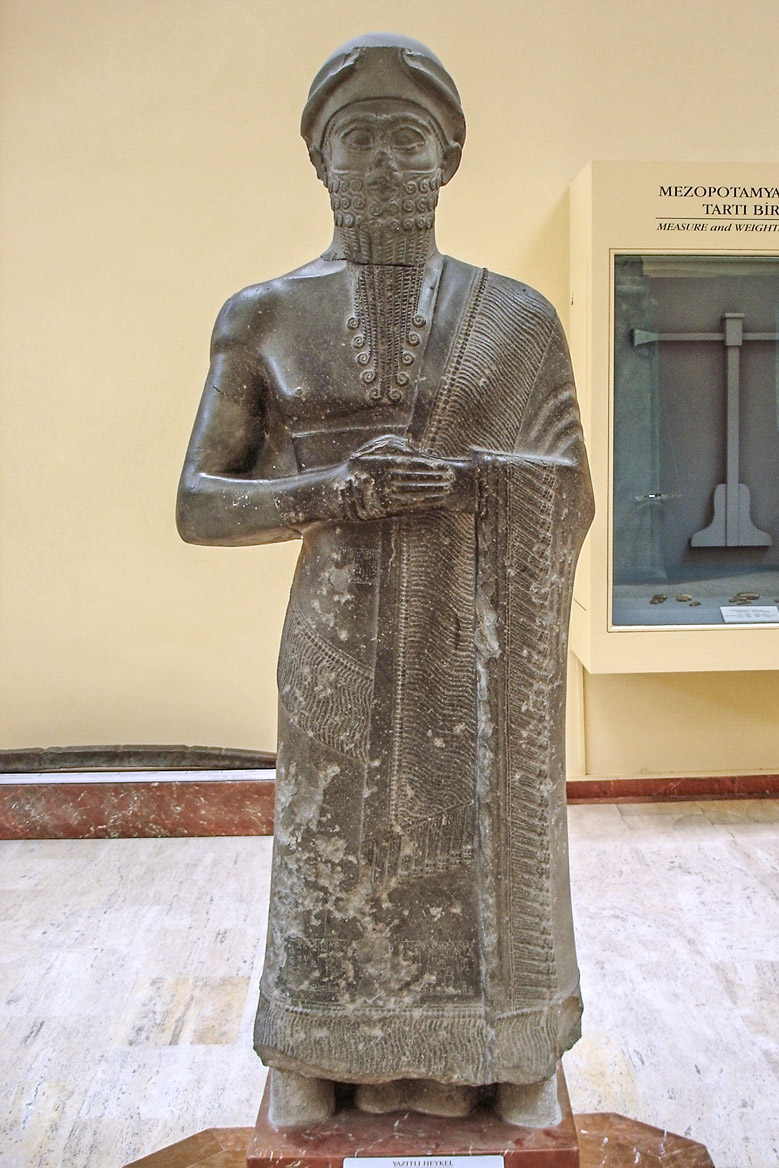
Puzuristar, xacanacu de Mari

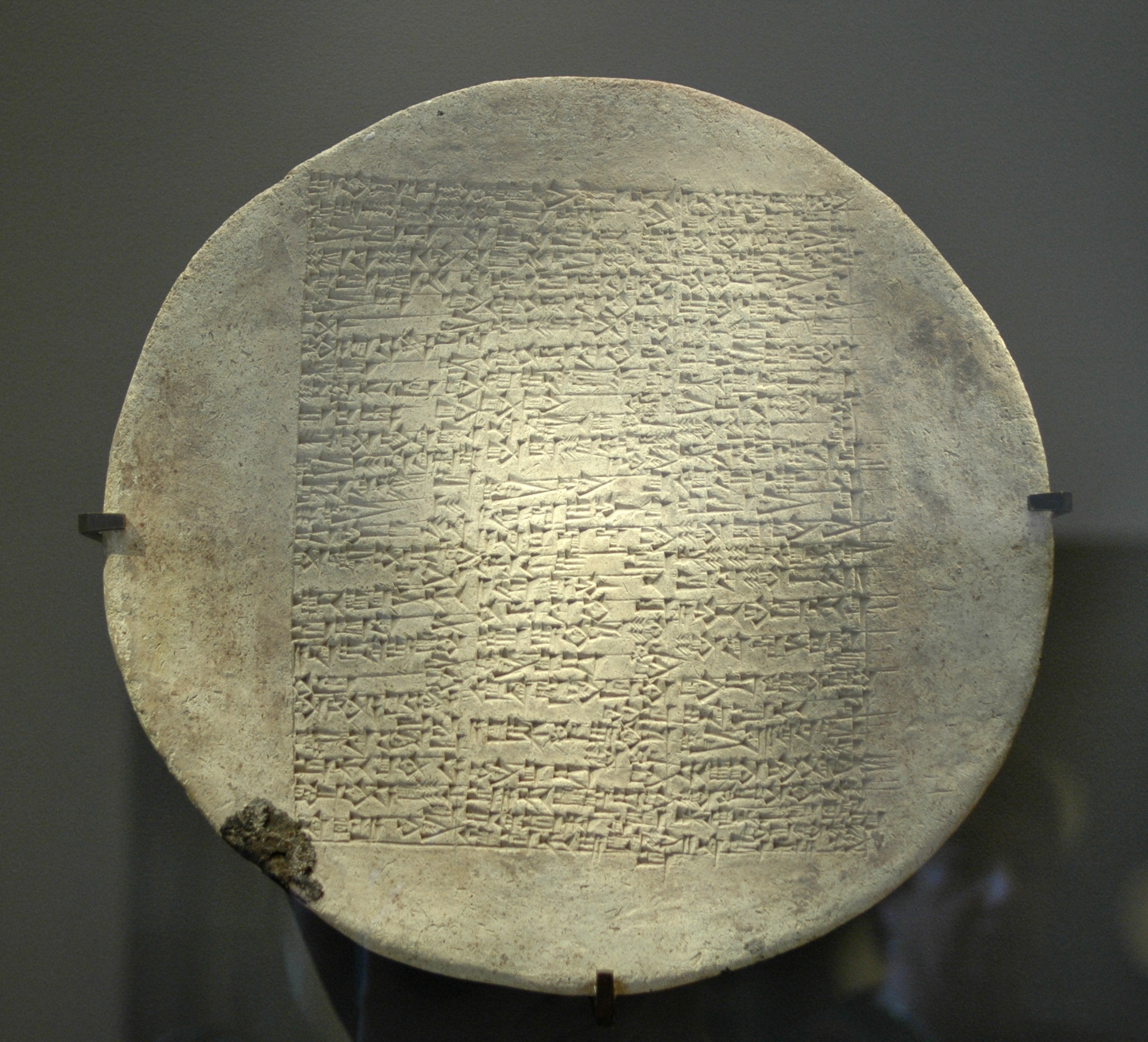
Inscrição de Iadum-Lim

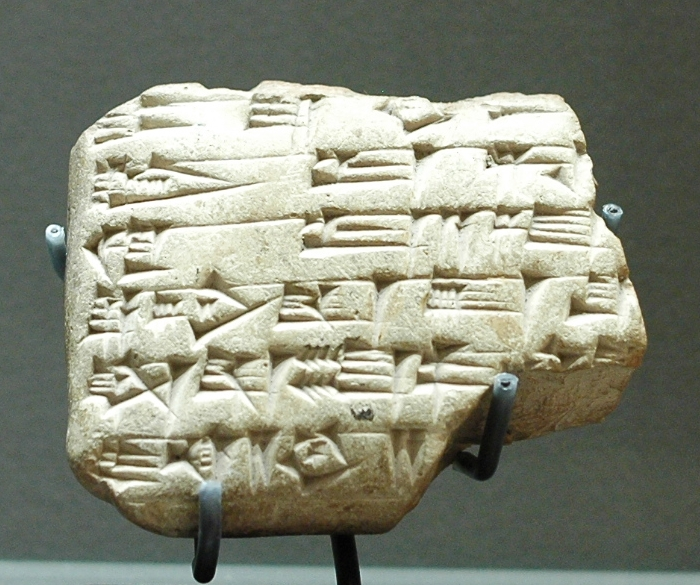
Um tablete de Zinrilim

| "Então Mari foi derrotada e a realeza foi levada para Quis." |                     | |
| Segundo Reino                                                |                     | |
| Icunsamas                                                    |                     | Reinou antes do reinado de Ur-Nanse de Lagas.                                                                                    |
| Icusamagã                                                    | c. 2 453 a.C.       | Sua estátua votiva foi descoberta em Mari.                                                                                       |
| Ansude                                                       | c. 2 423−2 416 a.C. | Seu nome está inscrito num pote (como Hanusum) enviado para Mari por Mesanepada de Ur. O nome foi lido por Pettinato como Anubu. |
| Sa'umu                                                       | c. 2 416 a.C.       | Foi atestado na carta de Enadagã como conquistando muitos territórios.                                                           |
| Istupe-Isar                                                  | c. 2 400 a.C.       | Foi atestado na carta de Enadagã como conquistador de Emar e outros vassalos eblaítas.                                           |
| Icum-Mari                                                    |                     | Este nome está inscrito num jarro em Mari.                                                                                       |
| Iblul-Il                                                     | c. 2 380 a.C.       | Forçou Ebla a pagar tributo. |
| Nizi                                                         |                     | Seu reinado durou três anos. |
| Enadagã                                                      | c. 2 340 a.C.       | Escreveu uma carta para Ircabe-Damu de Ebla para reclamar a autoridade de Mari.                                                  |
| Icunisar                                                     | c. 2 320 a.C.       | É atestado nos arquivos eblaítas.                                                                                                |
| Hidar                                                        | c. 2 300 a.C.       | É atestado nos arquivos de Ebla, que foi destruída durante seu reinado.                                                          |
| Isci-Mari                                                    |                     | Seu nome foi anteriormente lido como Langui-Mari. Hipoteticamente o último rei.                                                  |
| Xacanacus                                                    |                     | |
| Ididis                                                       | c. 2 266−2 206 a.C. | |
| Sudagã                                                       | c. 2 206−2 200 a.C. | Filho de Ididis. |
| Ismedagã                                                     | c. 2 199−2 154 a.C. | Ele governou por 45 anos. |
| Nur-Mer                                                      | c. 2 153−2 148 a.C. | Filho de Ismedagã. |
| Istupe-Ilum                                                  | c. 2 147−2 136 a.C. | Foi o irmão de Nur-Mer. |
| Isgumadu                                                     | c. 2 135−2 127 a.C. | Governou por oito anos. |
| Apilcim                                                      | c. 2 126−2 091 a.C. | Filho de Ismedagã. Utilizou o título real lugal em sua inscrição votiva.                                                         |
| Idim-El                                                      | c. 2 090−2 085 a.C. | Seu nome é também lido como Idi-Ilum. Seu nome foi inscrito em sua estátua votiva.                                               |
| Ili-Isar                                                     | c. 2084-2 072 a.C.  | Seu nome está inscrito em um tijolo..                                                                                            |
| Turã-Dagã                                                    | c. 2071-2 051 a.C.  | Filho de Apilcim e irmão de Ili-Isar.                                                                                            |
| Puzuristar                                                   | c. 2050-2 025 a.C.  | Filho de Turã-Dagã. Usou o título real.                                                                                          |
| Hitlal-Erra                                                  | c. 2024-2 017 a.C.  | Filho de Puzuristar. Usou o título real.                                                                                         |
| Hanundagã                                                    | c. 2016-2 008 a.C.  | Filho de Puzuristar. Usou o título real.                                                                                         |
| Isidagã                                                      | c. 2 000 a.C.       | Este nome está inscrito num selo.                                                                                                |
| Enindagã                                                     |                     | Filho de Isidagã. |
| Itur-(...)                                                   |                     | Este nome está danificado, mas poderia ser Itur-Mer; um intervalo separa-o de Enindagã.                                          |
| Amer-Nunu                                                    |                     | Seu nome está inscrito num selo.                                                                                                 |
| Tirdagã                                                      |                     | Filho de Itur-(...). |
| Dagã-(...)                                                   |                     | Este nome está danificado e é o último atestado xacanacu.                                                                        |
| Dinastia Lim                                                 |                     | |
| Iaguide-Lim                                                  | c. 1830-1 820 a.C.  | Pode ter governado em Suprum em vez de Mari.                                                                                     |
| Iadum-Lim                                                    | c. 1820-1 798 a.C.  | |
| Sumu-Iamã                                                    | c. 1798-1 796 a.C.  | |
| Período assírio                                              |                     | |
| Iasma-Adade                                                  | c. 1796-1 776 a.C.  | Filho de Samsiadade I da Assíria.                                                                                                |
| Isar-Lim                                                     | c. 1 776 a.C.       | Foi um oficial assírio que usurpou o trono por alguns meses entre a fuga de Iasma-Adade e a chegada de Zinrilim.                 |
| Restauração da dinastia Lim                                  |                     | |
| Zinrilim                                                     | c. 1776-1 761 a.C.  | Último rei de Mari. Desapareceu enquanto o exército babilônico invadia Mari.                                                     |

## Cultura e religião

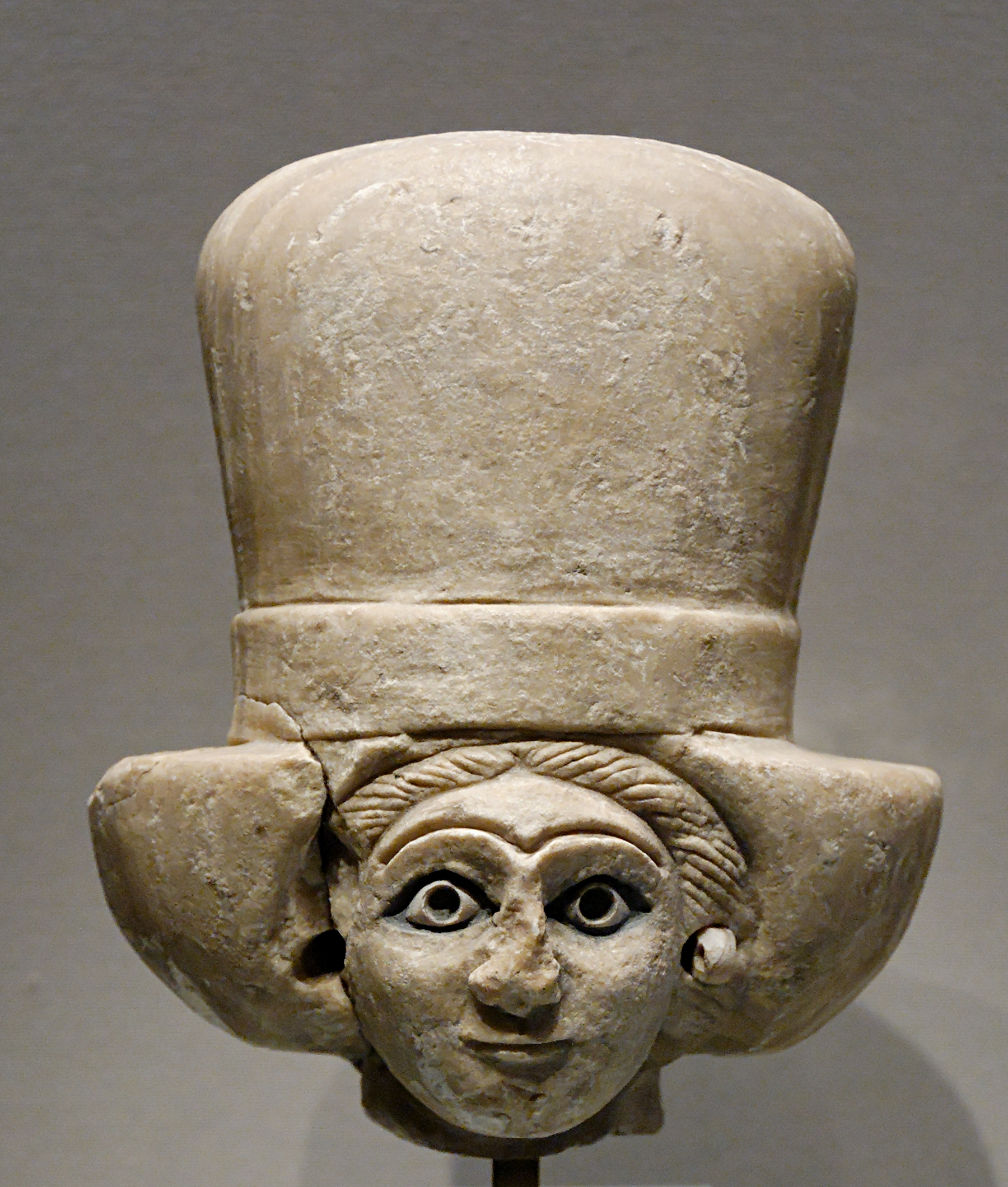
Uma mariota (século XXV a.C.)

O primeiro e segundo reinos foram pesadamente influenciados pela Suméria. A sociedade foi liderada por uma oligarquia urbana, e os cidadãos foram bem conhecidos por suas vestimentas e estilos de cabelo elaborados. O calendário foi baseado em um ano solar dividido em 12 meses, e foi o mesmo calendário utilizado em Ebla. Escribas escreviam em língua suméria e a arte foi indistinguivelmente suméria, tal como o estilo arquitetônico.
A influência mesopotâmica continuou a afetar a cultura de Mari durante o período amorita, que é evidente no estilo escribal babilônico utilizado na cidade. Porém, foi menos influente que nos períodos precedentes e um distinto estilo sírio prevaleceu, o que é perceptível nos selos de reis, que refletem uma clara origem síria. A sociedade era tribal, consistindo principalmente de agricultores e nômades (haneanos), e em contraste com a Mesopotâmia, o templo tinha um papel menor na vida cotidiana, pois o poder esteve principalmente investido no palácio. As mulheres gozaram de relativa igualdade em relação aos homens com atestado pelo caso da rainha Chibtu que governou em nome de seu marido enquanto estava ausente e teve um papel administrativo extensivo e autoridade sobre os mais altos oficiais de seu marido.
O panteão incluía tanto divindades sumérias como semíticas, e por boa parte de sua história, Dagã foi o chefe do panteão de Mari, enquanto Mer foi a divindade patrona. Outras divindades incluíam as divindades semíticas Istar e Astar, ambas deusas da fertilidade, e Samas, o deus Sol que foi considerado entre as divindades mais relevantes da cidade e que se acreditava ser onisciente. As divindades sumérias incluíam Ninursague, Dumuzi, Enqui, Anu e Enlil. Profecias tinham um importante papel para a sociedade, com os templos possuindo profetas, que davam conselhos ao rei e participaram em festivais religiosos.

## Economia

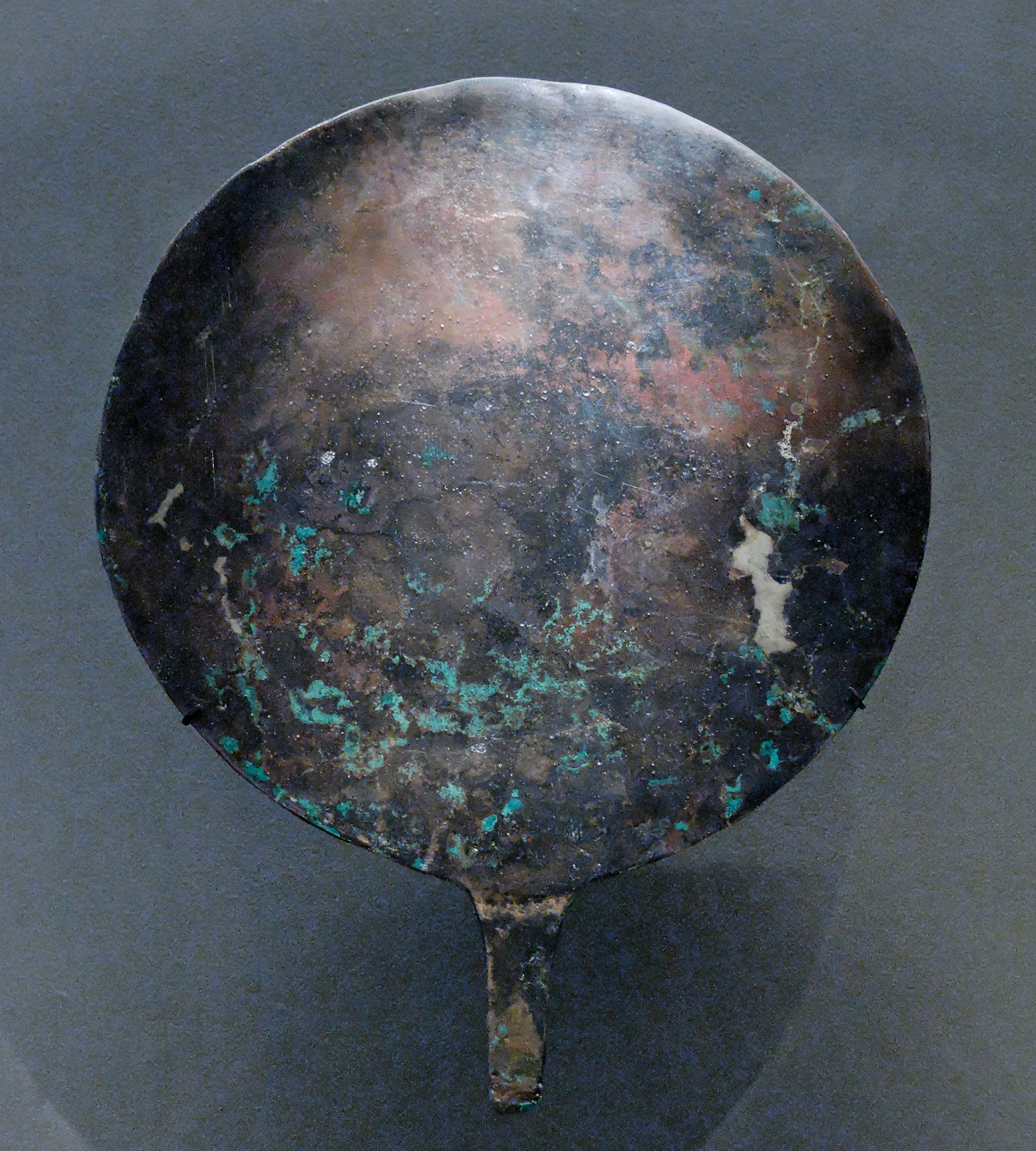
Espelho de bronze (século XIII-XII a.C.)

A primeira Mari forneceu a mais antiga oficina de rodas descoberta na Síria, e foi um centro de metalurgia do bronze. A cidade também continha distritos devotados a fundição, tingimento e manufatura de cerâmica, e carvão era levado por barcos de rios do Cabur Superior ao Eufrates.
A economia do segundo reino era baseada na agricultura e comércio. Ela estava centrada e dirigida à uma organização comunal, onde cereais eram estocados em armazéns comunitários e distribuídos entre a população segundo os estatutos sociais. A organização também controlou rebanhos de animais no reino. Algumas pessoas estiveram diretamente conectadas ao palácio em vez da organização comunal; entre estes estavam os metalúrgicos e tecelões e os oficiais militares. Ebla foi a parceira e rival comercial mais importante de Mari, uma vez que a posição de Mari a possibilitava controlar a rota que ligava o Levante com a Mesopotâmia.
A Mari amorita manteve os aspectos mais antigos da economia, que ainda era amplamente centrada na agricultura irrigada junto ao vale do Eufrates. A cidade manteve seu papel comercial e foi centro de mercadores da Babilônia e outros reinos, e recebeu bens do sul e oeste através de barcos e distribuiu-os para o norte, noroeste e oeste. As principais mercadorias manipuladas por Mari foram metais estanho importados do planalto Iraniano e então exportou a oeste tão longe quanto Creta. Outros bens incluíam cobre do Chipre, prata da Anatólia, madeira do Líbano, ouro do Egito, azeite de oliva, vinho e têxteis, além de pedras preciosas do atual Afeganistão.

## Descoberta e escavações

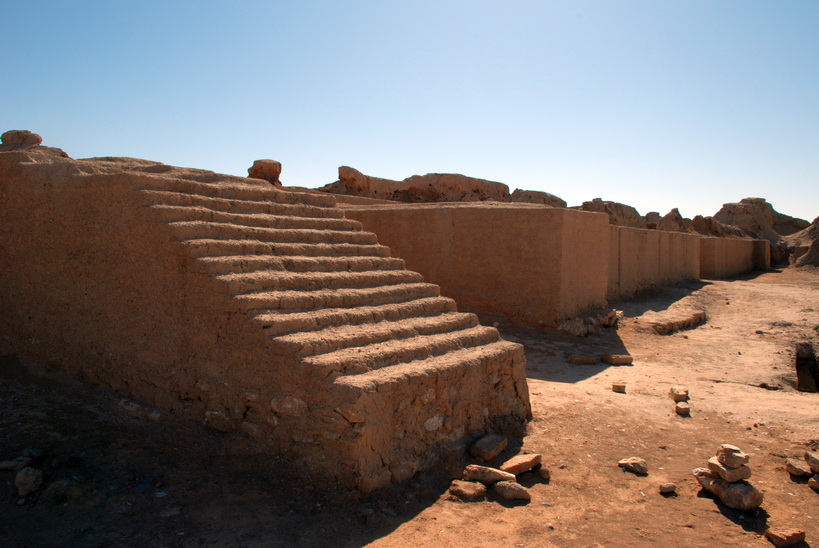
Parte das muralhas

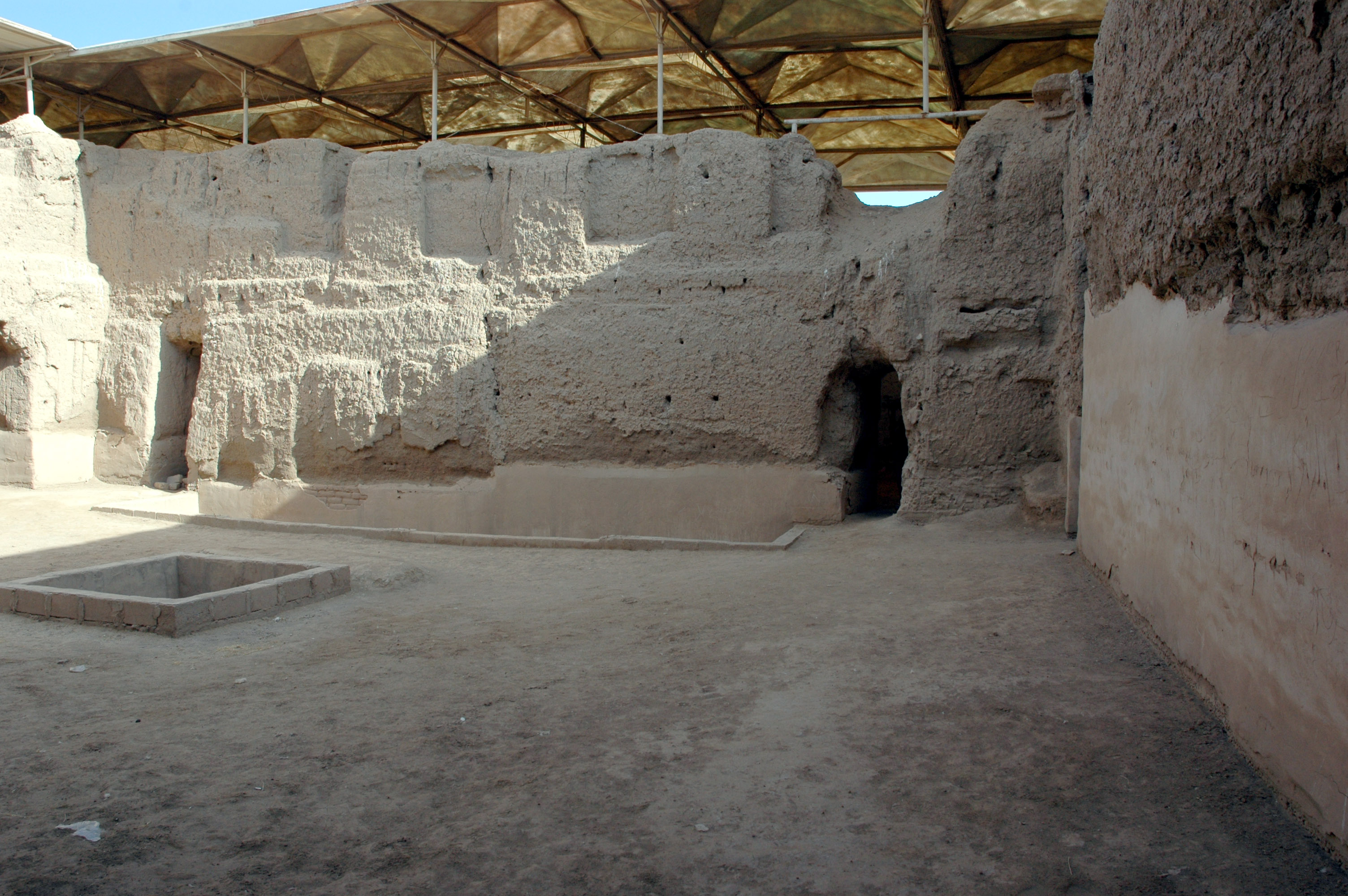
Palácio de Zinrilim

Mari é classificada pelos arqueólogos como o "posto mais ocidental da cultura suméria". Ela foi descoberta em 1933, na região oriental da Síria, perto da fronteira com o Iraque. Uma tribo beduína estava cavando em um monte chamado Tel Hariri um tumulo que seria usado para enterrar um membro da tribo recentemente falecido, quando se depararam com uma estátua sem cabeça. Após esta descoberta, a notícia chegou às autoridades francesas que controlavam a Síria naquele período e uma escavação foi iniciada em 14 de dezembro de 1933 por arqueólogos do Museu do Louvre de Paris.
Desde o início das escavações, foram descobertas entre 20 000-25 000 tabletes em argila em cuneiforme acadiano do período babilônico antigo (século XVIII a.C.). As descobertas das escavações estão em exposição no Museu do Louvre, no Museu Nacional de Alepo, no Museu Nacional de Damasco e no Museu de Deir Zor. Neste último, a fachada sul do Palácio de Zinrilim foi reconstruída, incluindo as pinturas nas paredes.
Mari foi escavada em campanhas anuais entre 1933-1939, 1951-1956 e 1960. As primeiras 21 escavações (até 1975), foram lideradas por André Parrot, seguida por Jean-Claude Margueron (até 2004) e Pascal Butterlin (a partir de 2005). Desde 1982, um jornal chamado Mari: Anais de estudos interdisciplinares (Mari: Annales de recherches interdisciplinaires) devota sua atenção às descobertas concernentes ao sítio. Os arqueólogos tem tentando determinar quantas camadas o sítio possui e segundo o arqueólogo francês André Parrot: "cada vez que uma sonda vertical foi iniciada a fim de traçar a história do sítio abaixo do solo virgem, tão importantes descobertas foram feitas que a escavação horizontal teve que ser recomeçada."

### Tabletes de Mari
As tabletes foram escritas em acadiano, e fornecem informações sobre o reino, seus costumes, e os nomes das pessoas que viveram durante aquele tempo. Mais de 3 000 são cartas, e o restante inclui textos administrativos, econômicos e judiciais. Quase todas as tabletes encontradas foram datadas para os últimos 50 anos da independência de Mari (ca.  1800–1750), e muitas já foram publicadas. A língua dos textos, apesar de ser oficialmente o acadiano, apresenta nomes e alusões na sintaxe que mostram que a língua comum dos habitantes de Mari foi o semítico do noroeste.

## Situação atual
Como resultado da Guerra Civil Síria, as escavações pararam, e o sítio permaneceu sob controle de grupos armados, com testemunhas informando que houve grande quantidade de saques. Um relatório oficial revelou que os saqueadores estão concentrados no palácio real, nas termas públicas, no Templo de Istar e o Templo de Dagan.